# Хидей Ногучі
Хидей Ногучі (яп. 野口 英世; Ногучі Хидей; також відомий як Сейсаку Ногучі, яп. 野口 清作, його справжнє ім'я; 9 листопада 1876, Інавасіро, Префектура Фукусіма, Японська імперія — 21 травня 1928, Аккра, Золотий берег) — японський лікар, інфекціоніст, бактеріолог, відомий підтвердженням сифілітичного походження прогресивного паралічу.

## Біографія

### Ранні роки
Народився 9 листопада 1876 року у префектурі Фукусіма в Інавасіро. Коли йому було півтора року, він впав у грубу і зазнав сильного опіку лівої руки. Існувало побоювання, що він загубить руку. Але коли він поступив 1883 року до початкової школи, то його вчитель і учні настільки прохопилися його проблемою, що зібрали гроші на операцію. Його було вдало прооперовано і вдалося відновити функцію руки до 70 % від здорової.

### Вища освіта
Вважають, що саме це спонукало Сейсаку стати лікарем щоб допомогти тим, хто цього потребує. Він став учнем того лікаря, що прооперував його. Сейсаку поступив до медичного навчального закладу, якій надалі став медичною школою Ніппон. Він здав іспити на можливість займатися медичною практикою у 20-річному віці (1891 рік), показавши відмінні знання. У 1898 році він змінив своє ім'я на Хидей після прочитання роману про доктора, який мав таке ж ім'я Сейсаку як і він. Лікар в романі був таким же розумним, як і Ногучі, але скомпрометував себе, ставши ледачим, і зрештою зруйнував своє життя. У 1899 році Ногучі працював у порту Йокогама помічником лікаря карантину.

### Переїзд до США

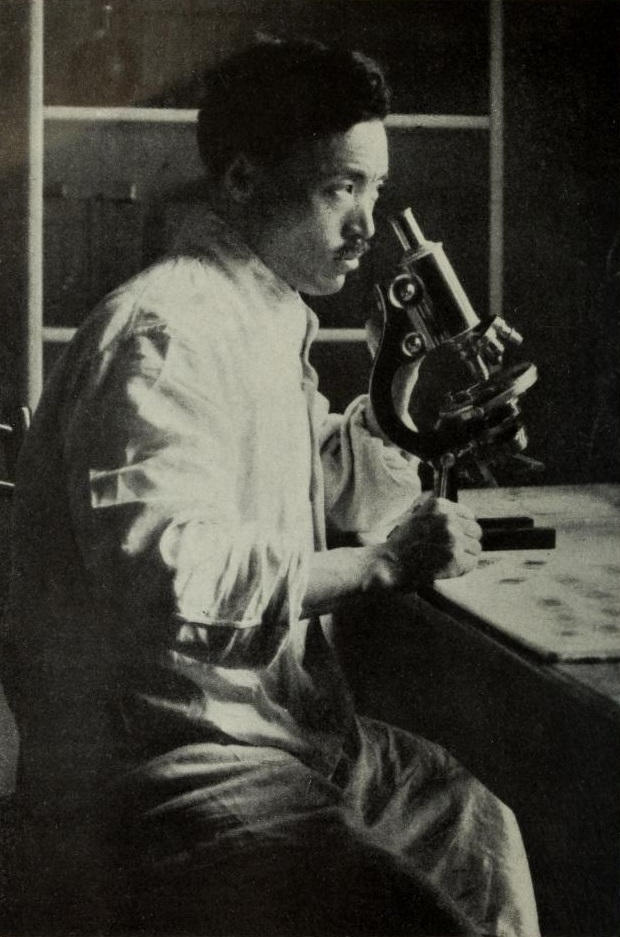
Хидей Ногучі за роботою

У 1900 році переїхав до Сполучених Штатів Америки, де він отримав роботу науковим співробітником у доктора Саймона Флекснера, першовідкривача одного з видів шигел, в Пенсильванському університеті, а пізніше з ним в Інституті медичних досліджень Рокфеллера. Він досліджував отруйних змій і їхній вплив на людей. Хидей працював разом з майбутнім нобелівським лауреатом Алексісом Каррелем. Певною мірою переїзд Хидея до США був обумовлений труднощами в отриманні медичної практики в Японії, оскільки майбутні роботодавці були стурбовані тим, що його деформація руки буде заважати в спілкуванні з пацієнтами і при проведенні медичних маніпуляцій.

### Робота в Рокфеллеровському інституті
Під час роботи в Інституті медичних досліджень Рокфеллера в 1911 році він захопився проблемою сифілісу і був зрештою звинувачений у зараженні дітей-сиріт під час клінічного дослідження. У 1911 та 1912 роках в Інституті Рокфеллера в Нью-Йорку Ногочі працював над розробкою шкірного тесту на сифіліс, подібного до такого тесту з туберкуліном при туберкульозі. У експерименті Ногучі вводив екстракт сифілітичного мікробу, що називається люетин, під шкірою передпліччя піддослідних. Вивчав шкірні реакції, оскільки вони варіювалися серед здорових пацієнтів і хворих на сифіліс залежно від стадії захворювання та його лікування. З 571 пацієнтів 315 мали сифіліс. Решта осіб були «контролем». Саме вони були сиротами або пацієнтами лікарні, які не мали сифілісу. Якщо пацієнти лікарні вже отримували лікування різних несифілітичних захворювань, таких як малярія, проказа, туберкульоз та пневмонія, то діти-сироти у віці від 2 до 18 років лікування не отримували. Критики того часу, в основному з антивівісекціоністського руху, відзначали, що Ногучі порушив права вразливих сиріт і пацієнтів лікарень. Вони вважали, що діти отримають сифіліс від експериментів Ногучі. На захист Хидея Інститут Рокфеллера направив листа до антивівісекційного руху, який протестував проти експерименту. У листі було зазначено, що Ногучі випробовував екстракт на собі перед тим, як призначити його підконтрольним особам, і його дослідники зробили те саме, тому неможливо, щоб ін'єкції могли спричинити сифіліс. Однак самому Ногучі було встановлено сифіліс у 1913 році, і він відмовився від лікування у лікарні Рокфеллерського інституту. У той час пояснення Рокфелеровського інституту вважалося демонстрацією важливості таких досліджень і ролі, яку лікарі займають у дослідженні. У травні 1912 року товариство Нью-Йорка із запобігання жорстокості до дітей звернулося до прокурору міста з проханням висунути звинувачення проти Ногучі, але той відмовився підтримати звинувачення. Тобто тоді Хидей був виправданий, але з кінця ХХ століття його методика дослідження вважається неетичним експериментом на людях.

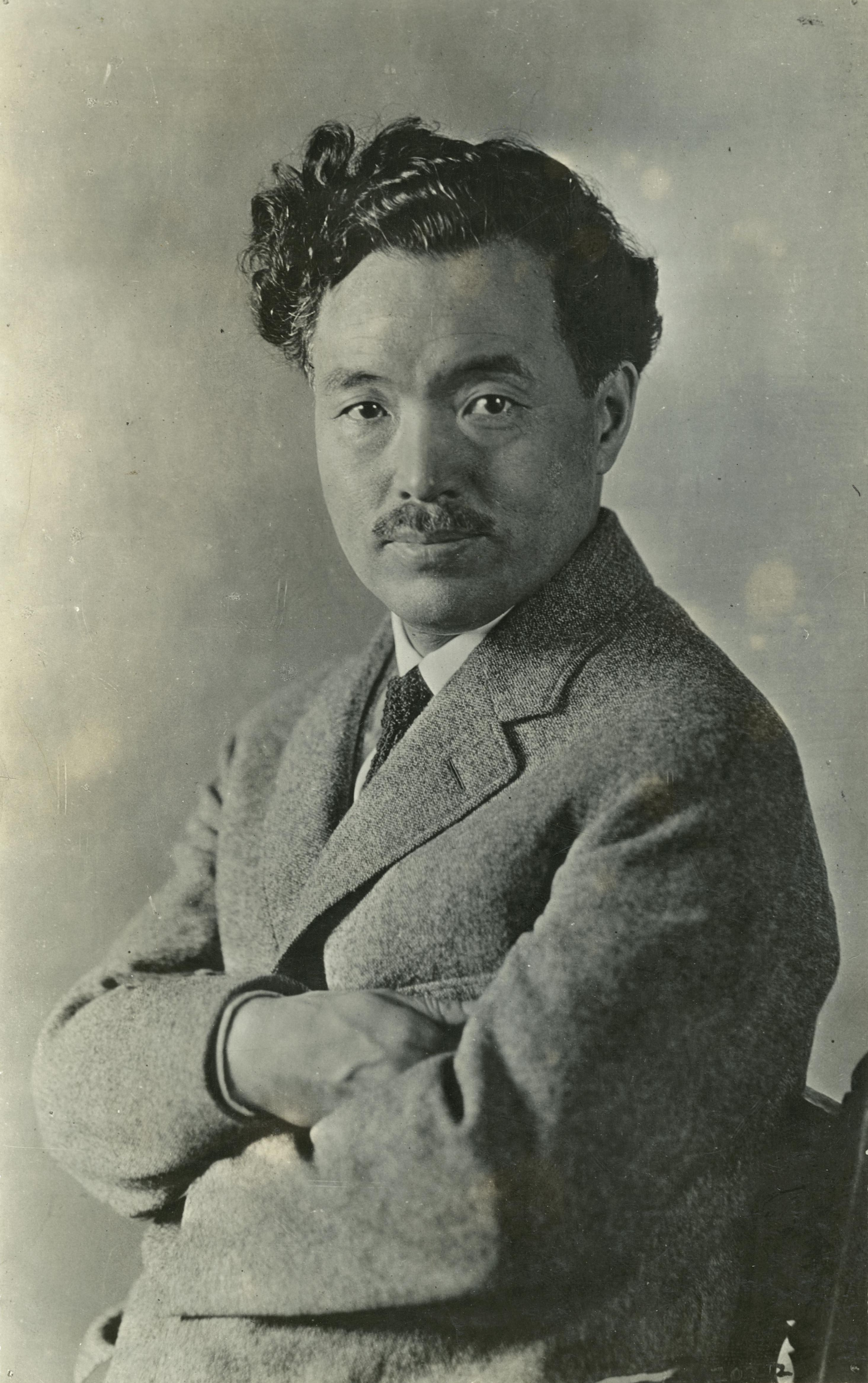
Фото Хидея Ногучі, підписане ним.

У 1912 році вперше в світі продемонстрував наявність Treponema pallidum (збудника сифілісу) в мозку пацієнта з прогресивним паралічем, що довело, що саме вони є причиною захворювання.

### У Південній Америці
У 1918 році широко подорожував по Центральній та Південній Америці, співпрацюючи з Міжнародною радою з охорони здоров'я, щоб провести дослідження щодо розробки вакцини проти жовтої гарячки, а також для дослідження системного бартонельозу (гарячки Оройя), поліомієліту та трахоми. Він помилково вважав, що жовту гарячку спричинюють бактерії родини спірохет, а не вірус. Він працював протягом наступних десяти років, намагаючись знайти докази цій своїй теорії. Його роботи по цій проблемі широко критикувалися як такі, що суперечили сучасним дослідженням. У 1927-28 роках у медичних журналах з'явилися три різні статті, які дискредитували його теорію. Виявилося, що він сплутав жовту гарячку з лептоспірозом. Вакцина, яку він розробив начебто проти жовтої гарячки, була надалі успішно використана для профілактики лептоспірозу.

### Робота в Африці
По смерті Адріана Стокса від жовтої гарячки у вересні 1927 року стало все більш очевидним, що вона була спричинена вірусом, а не бактеріями Leptospira icteroides, як вважав Ногучі. Зрозумівши, що його репутація на кону, Ногучі поспішив до Лагосу провести додаткові дослідження. Однак умови роботи там його не влашували. На запрошення Вільяма Александра Янга, директора Британського науково-дослідного інституту в Аккрі, Хидей переїхав туди і зробив це своєю базою з кінця 1927 року. Однак Ногучі мав складну вдачу, був замкнутим і нестабільним, працюючи практично цілком вночі, щоб уникнути контактів з колегами, демонстрував параноїдальну поведінку. Його методи були непевними. Він заразив величезну кількість мавп жовтою гарячкою, але зрештою не зміг зберегти належні записи, тому й існує припущення, що він таки знайшов вірус, збудника хвороби. Він міг помилково вважати себе імунним до жовтої гарячки, вводячи собі вакцину свого власного виробітку, яка була насправді протилептоспірозною. Можливо, його нестабільна і безвідповідальна поведінка була породжена нелікованим сифілісом, який, можливо, прогресував до стадії нейросифілісу. У будь-якому випадку він був недбалим не тільки для своєї власної безпеки, але й до безпеки оточуючих. Незважаючи на неодноразові обіцянки, Ногучі не зміг втримати заражених вірусом жовтої гарячки комарів у межах спеціально розробленого ним для них безпечного житла. Не знайшовши доказів своєї теорії, Ногучі мав намір повернутися до Нью-Йорка, але затримався в Лагосі. Він сів на свій корабель, щоб пливти додому, але 12 травня його зняли з борта в Аккрі та доставили до лікарні з жовтою гарячкою.

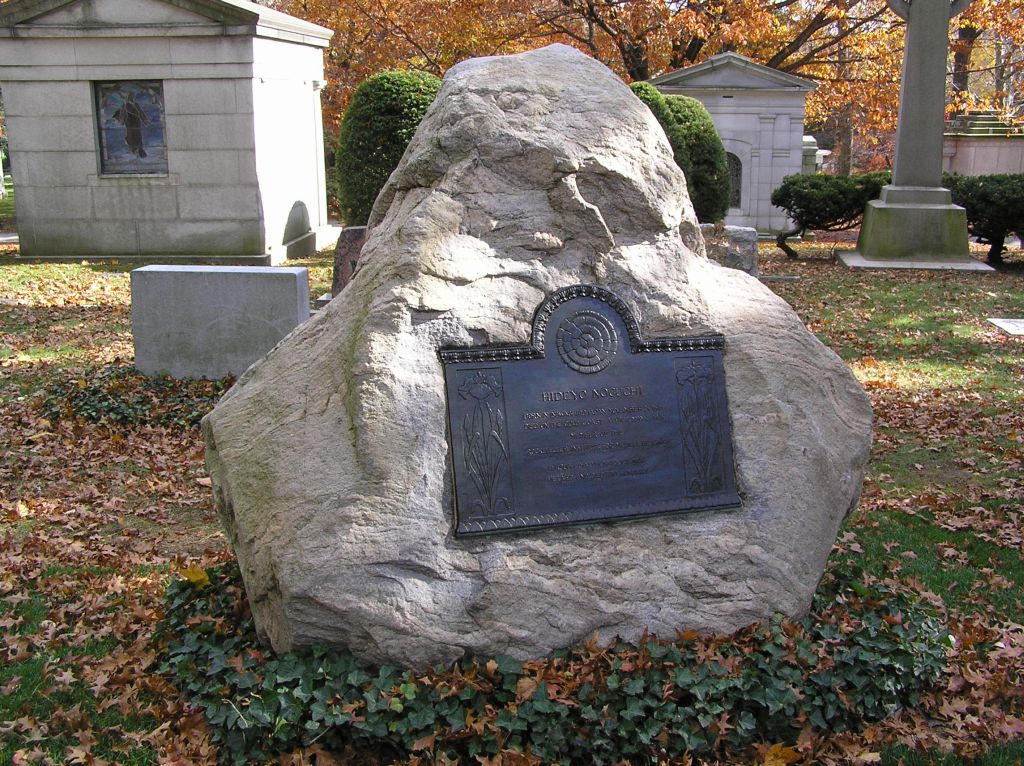
Могила Хидея Ногучі в Нью-Йорку на цвинтарі Вудлон

Помер від неї 21 травня 1928 року. Був похований на цвинтарі Вудлон у Бронксі, Нью-Йорк.

## Наукові здобутки
Його наукова першість була у виявленні сифілітичного походження прогресивного паралічу, у виготовленні сироватки проти зміїної отрути, виявленні патогену системного бартонельозу, лейшманіозу.
Разом з цим в нього було багато помилок і хибних тверджень у науковій роботі. Він помилився у визначенні етіології сказу, поліомієліту, трахоми і, зрештою, жовтої гарячки. Часто він не просто помилявся, а ще й яро захищав свої хибні гіпотези.

## Визнання
Однак ті його дослідження, що дали результат, були відмічені як в Японії, так і за її межами. Він став почесним доктором декількох університетів Японії і Південної Америки, а також Єльського університету. Його було обрано членом японської Імперської академії наук та Леопольдини. Отримав декілька орденів, зокрема орден Почесного легіону, орден Полярної зірки, орден Ізабелли Католички, орден Вранішнього Сонця 2-го ступеня тощо. 1915 року отримав нагороду японської Імперської академії наук. 1925 року йому був присвоєний старший п'ятий ранг у порядку пріоритету урядових службовців Японії.
Роботи Хидея кілька разів було подано на розгляд Нобелівського комітету з присудження премії з фізіології або медицини (у 1913—1915, 1920, 1921 та 1924—1927 роках), але він її так і не отримав.
У 1979 році в Університеті Гани в Легоні, передмісті на північ від Акри, за донацією японської влади було створено Меморіальний Інститут медичних досліджень імені Хидея Ногучі. Його ім'я носить Центр регіональних досліджень в Університеті автономії Юкатану (ісп. Universidad Autónoma de Yucatán).
Портрет Хидея Ногучі було надруковано на японських 1000-ієнних банкнотах 2004 року, поштових марках різних країн.

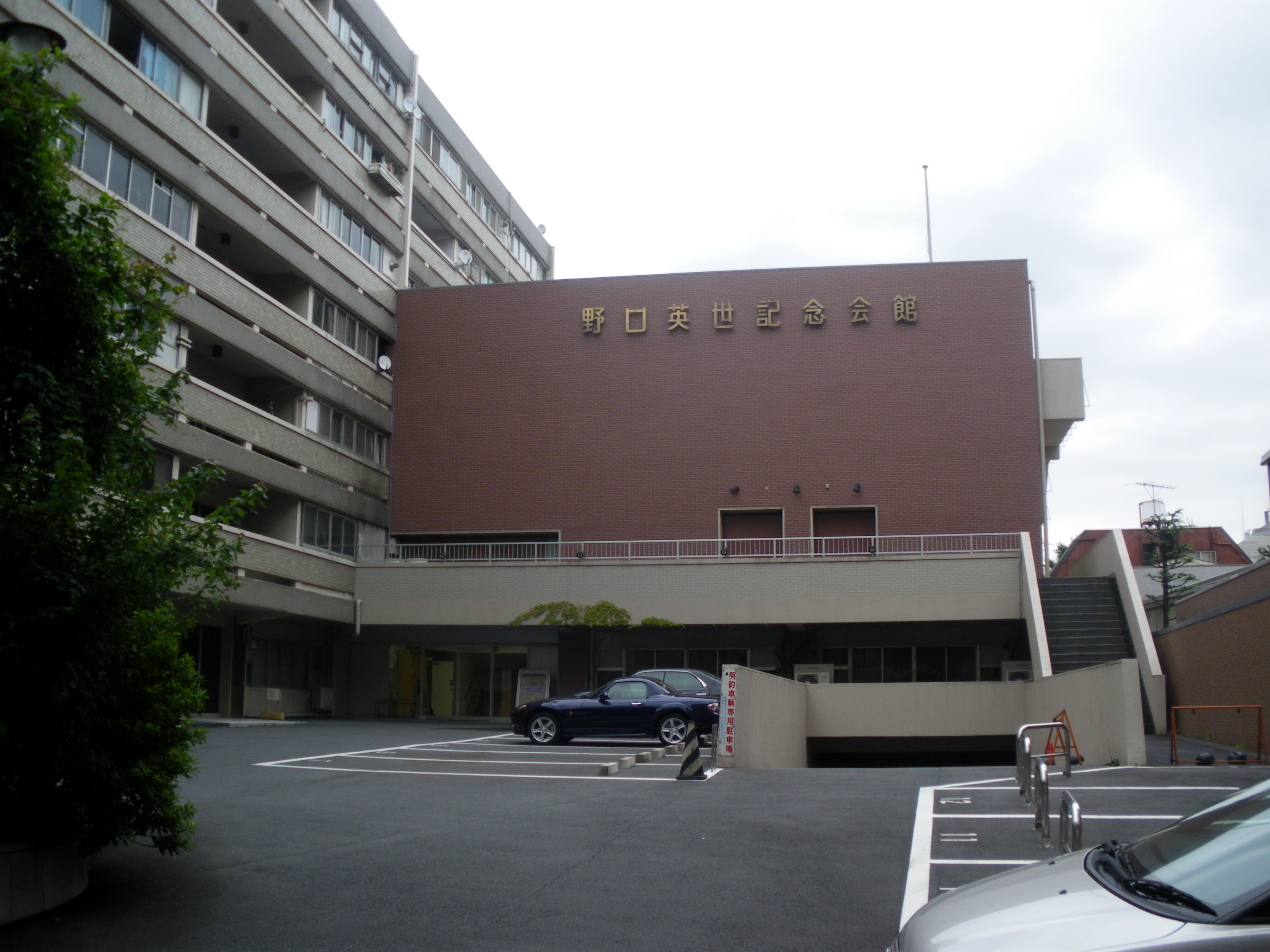
Меморіальна зала Хидея Ногучі

Збережено будинок поблизу Інавасіро, де він народився та виріс. Він функціонує як частина його меморіального музею.
Ім'я Ногучі було присвоєне виду лептоспір — Leptospira noguchii.
У 1992 році японський кінорежисер Сеїджіро Коямо закінчив знімати художній фільм Tōki Rakujitsu (яп. 遠き落日), який висвітлював історію життя Хидея Ногучі.

### Премія імені Хидея Ногучі
У липні 2006 року уряд Японії заснував премію імені Хидея Ногучі (англ. Hideyo Noguchi Africa Prize) в Африці як нову міжнародну нагороду з медичних досліджень та послуг, присвячену офіційному візиту прем'єр-міністра Японії Дзюнітіро Коїдзумі до Африки в травні 2006 року та 80-річчя від смерті доктора Ногучі. Премія присуджується особам, які мають видатні досягнення в боротьбі з різними інфекційними хворобами в Африці або в створенні інноваційних систем медичного обслуговування. Премію присуджують кожні 5 років починаючи з 2008 року в двох категоріях — медичних досліджень і медичних технологій.